# Eva Martí
Eva Martí, de son nom entier Eva Martí Ferré, alias Annia, est une chanteuse et vocaliste espagnole.

## Biographie
Eva Martí est originaire de Barcelone. Au fil de sa carrière de chanteuse, elle fournit les pistes vocales de nombreux morceaux de musique électronique, principalement axée makina, dance et eurohouse. Elle fait ses débuts en 1996 sur le single Cry with Me, sous le nom de Joy, publié par le label Bit Music.
Au début des années 2000, elle s'associe aux producteurs espagnols et frères Escudero, Marc et Xavi, pour le morceau Take a Trip sous le nom de groupe Pont Aeri (tiré de la discothèque catalane homonyme) qui atteint la dixième place des classements musicaux espagnols. Le morceau est également publié au label Bit Music. Dans les années 1990 et 2000, elle chante sur plus d'une vingtaine de morceaux makina, la plupart d'entre eux inclus dans des compilations, tels que Looking for Love (feat. Jean Paul ; 2002), No More Games (DJ Xava ; 2004), Bitch (Remix)  (DJ Sonic, Ivan Dark ; 2004), hispering (DJ K-Rrion ; 2005), The Dark (DJ Fix ; 2005), Stay (DJ Sety, Charles Destroy ; 2005) et My Freedom (DJ Rompe ; 2006).
En mai 2003 sort une reprise de la chanson Fly on the Wings of Love (à l'origine des Olsen Brothers) par le groupe XTM avec DJ Chucky, sur laquelle Marti chante sous le pseudonyme d'Annia. Cette reprise se popularise dans les nightclubs européens et le single atteint la première place des classements irlandais. Elle atteint également la huitième place de l' UK Singles Chart, où elle passe huit semaines dans le top 10 et 19 semaines dans le top 75. Elle atteint aussi la 31e place du Mega Single Top 100 aux Pays-Bas. Cette reprise est par la suite remixée et distribuée par le label Blanco y Negro Music.
Elle enregistre la version espagnole de la première saison de l'anime Yo-kai Watch (2013), et est également doubleuse dans plusieurs séries télévisées d'animation.

## Discographie notable
- 2002 : DJ Napo feat. Eva Marti - You've Made Me Cry (Dreams Corporation)
- 2002 : Eva Marti vs. Jean Paul - Looking for Love (Bit Music)
- 2003 : DJ Capa & Klonder feat. Eva Marti - Imagination (Bit Music)
- 2004 : Eva Marti meets Di Carlo - Breathe (We Are Remember Records)
- 2009 : DJ Kajjin feat. Eva Marti – I Feel Alive (ARC-Records)

## Voxographie
- Bleach - Jinta Hanakar (doublage espagnol)[6]
- Blue Dragon - Amic d'en Shu (doublage catalan)[6]
- Détective Conan - Yumi Miyamoto (doublage catalan)[6]
- Doraemon the Movie: Nobita and the Winged Braves (film 1-22) - Eisai Dekisugi (doublage catalan)[6]
- Honey and Clover - Hagumi Hanamoto (doublage espagnol)[6]
- Honey and Clover II - Hagumi Hanamoto (doublage espagnol)[6]
- Kickers - Takeshi Hara (doublage espagnol)[6]
- Mezzo Forte (OAV) - Momomi Momoi (doublage espagnol)[6]
- Monster - Barbara Mueller (doublage espagnol)[6]
- Pokémon Générations (ONA) - Gabi (doublage espagnol)[6]
- Record of Lodoss War (OAV) - Liara, princesse Fianna (doublage espagnol)[6]
- Rumiko Takahashi Anthology - Kobato (doublage espagnol, ép. 8)[6]